# Hypomolis aeruginosa
Hypomolis aeruginosa är en fjärilsart som beskrevs av Felder 1874. Hypomolis aeruginosa ingår i släktet Hypomolis och familjen björnspinnare. Inga underarter finns listade i Catalogue of Life.